# An-Nadżija
An-Nadżija (arab. الناجية) – miejscowość w Syrii, w muhafazie Idlib. W 2004 roku liczyła 4424 mieszkańców.